# Gnorimopsar chopi
El chopí (Gnorimopsar chopi), también denominado tordo chopí o mirlo charrúa, es una especie de ave paseriforme de la familia Icteridae propia de América del Sur. Es la única especie del género Gnorimopsar

## Distribución y hábitat
Se encuentra en el este y sur de Brasil, el norte de Argentina, Bolivia, Paraguay, Uruguay y en una muy pequeña zona del sudeste de Perú (en el Departamento de Madre de Dios).
Su hábitat natural son las selvas húmedas tropicales y las sabanas.